# ایوو ایلومیناتی
ایوو ایلومیناتی (ایتالیایی: Ivo Illuminati؛ ۱۱ ژوئن ۱۸۸۲ – ۶ سپتامبر ۱۹۶۳) بازیگر، کارگردان فیلم، فیلم‌نامه‌نویس و تدوین‌گر اهل ایتالیا در دوران سینمای صامت بود.
از فیلم‌هایی که وی در آن‌ها نقش داشته‌است، می‌توان به گردهمایی سوگ‌انگیز اشاره نمود.